# C1 (гвинтівка)

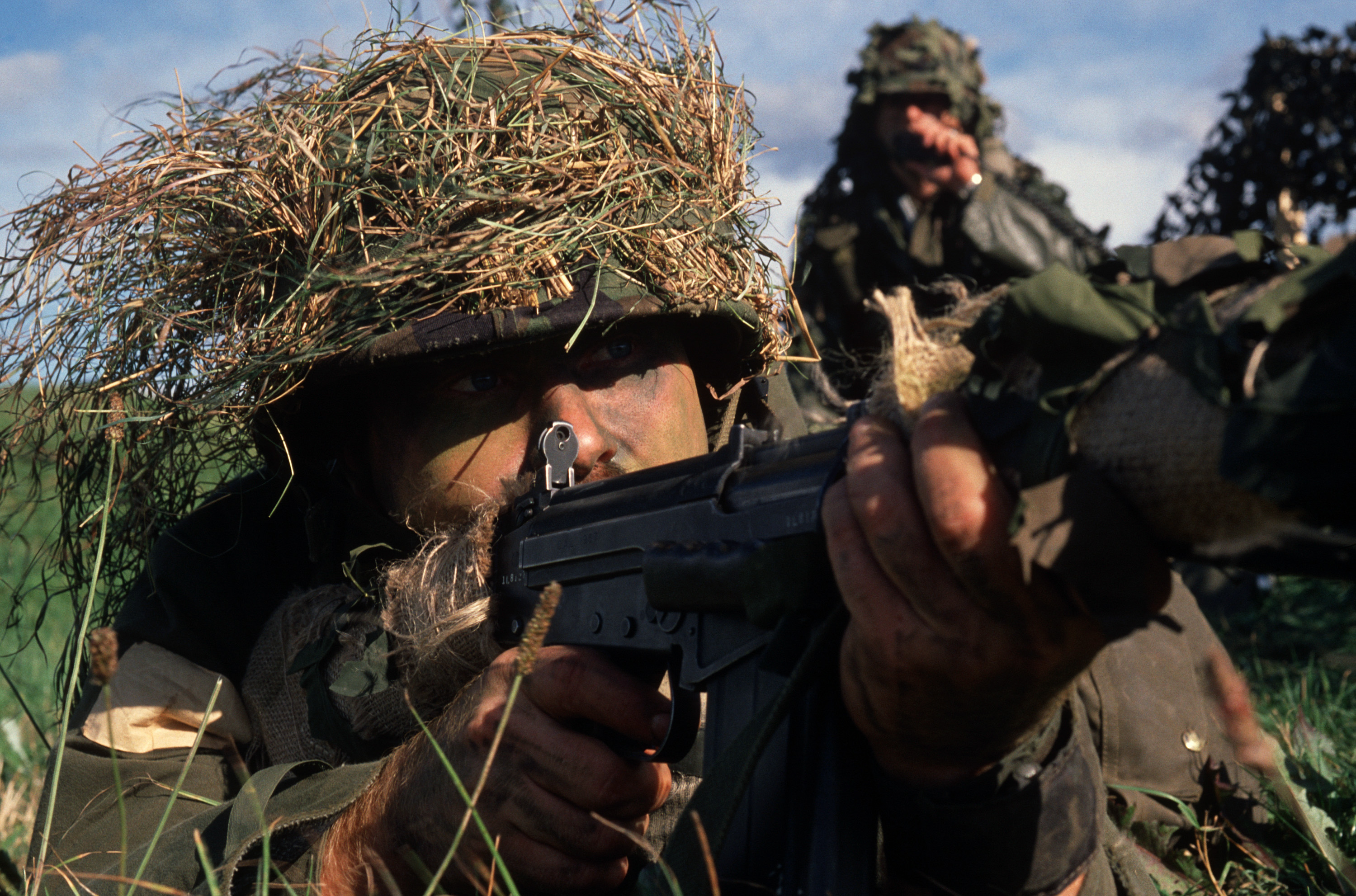
C1A1

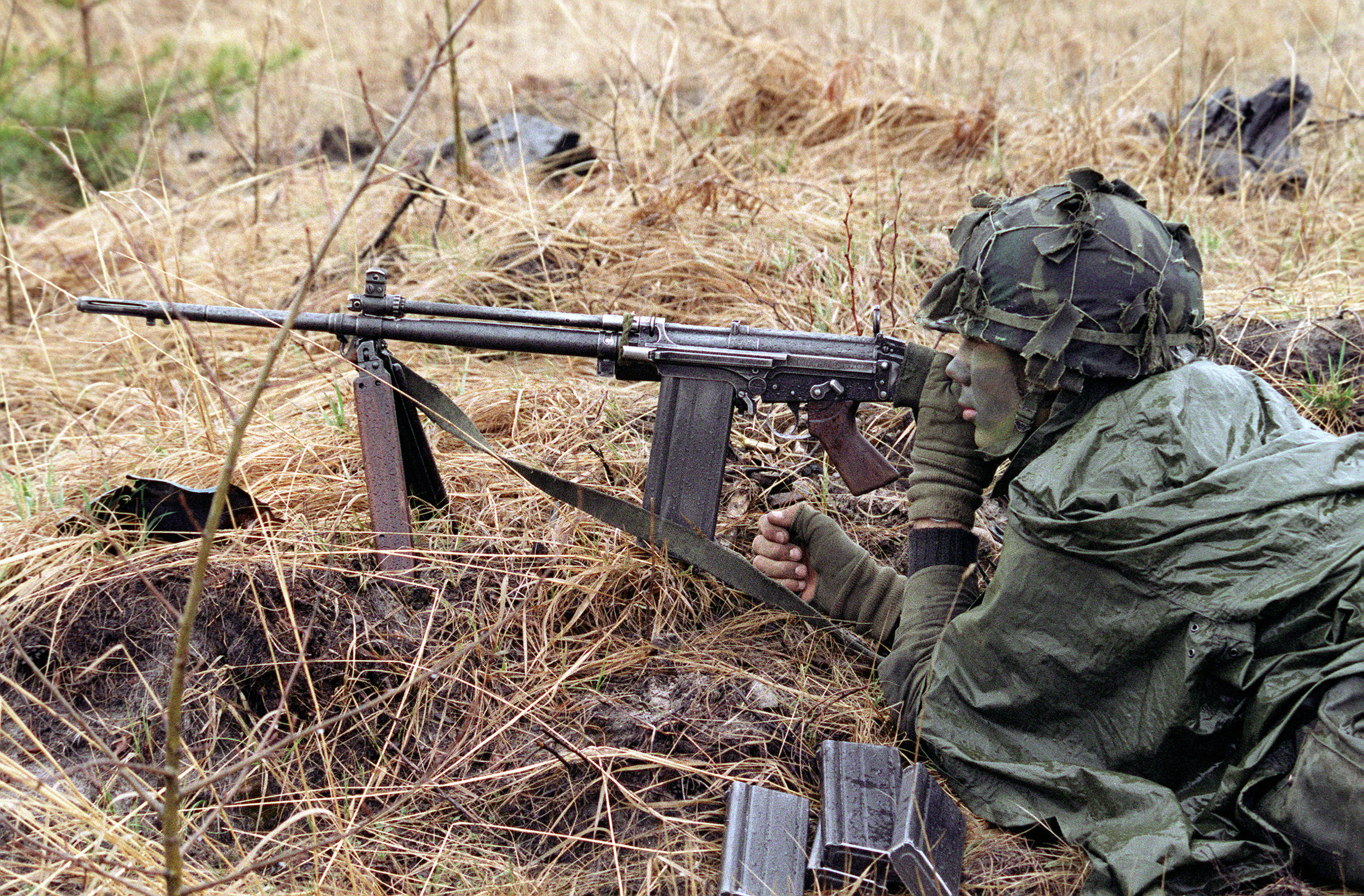
Канадський солдат с кулеметом С2

С1 — 7,62-мм автоматична гвинтівка, прийнята на озброєння канадською армією в червні 1955 року.

## Історія виробництва
У 1954 році в Канаді почали вибір нової штатної штурмової гвинтівки. У середині 50-х років минулого століття Канада випробовувала прототипи автоматичних гвинтівок CDN ЕХ-1 и CDN ЕХ-2 (схожих з англійськими автоматами FN FAL — Х8Е1 иХ8Е2). Слідом за Великою Британією, канадські збройні сили визнали найбільш підхожою англійську штурмову гвинтівку Х14Е1. У червні 1955 року канадські військові озброюються новою 7,62-мм автоматичною гвинтівкою під назвою С1. В 1960 році автоматична гвинтівка С2 була введена в виробництво нарівні з гвинтівкою С1А1; її оновлений варіант отримав позначення С2А1. Випуск гвинтівок С1 (С1А1) і кулеметів С2 (С2А1) в Канаді тривав до 1968 року.

## Конструкція
У канадській гвинтівці змінена тільки конструкція прикладу. Трохи змінилася форма циліндричного вогнегасника. В 1959 році гвинтівку покращили у зв'язку з бажанням спрощення її виготовлення. Відмінністю канадської гвинтівки від інших варіантів моделей FN FAL була інша будова верхньої частини дульної коробки, яка мала спрямовуючі пази для перезаряджання прикріпленого магазина з п'ятипатронних гвинтівкових магазинів. Своєрідною була й конструкція діоптричного прицілу, який мав п'ять отворів, нерівномірно віддалених від середини диску і відповідаючих дальності від 186 до 560 метрів. За потреби приціл можна відкинути в пасивне положення. На цівці С1А1 зникли вентиляційні отвори. Ударний механізм тепер виготовляється не єдиною деталлю, а з двох частин, дерев'яні частини руків'я для перенесення стали пластмасовими, доданий полум'ягасник з діаметром зовнішньої поверхні 22 мм, що дало можливість користуватися ним в ролі напрямної для ведення вогню звичайними НАТОвськими гранатами для гвинтівок. Заряджання кулемета виконувалася зі звичайного коробчастого магазина на 20 або 30 патронів. Сошка була виготовлена с дерев'яними накладками, які в замкненому вигляді формували цівку гвинтівки.

## Різновиди
У 1958 році на озброєння Канади надходить ще один різновид штурмової гвинтівки C1 D. Покращений різновид отримав назву С1А1, а її вдосконалена версія для ВМС — C1A1 D. В 1958 році компанія Canadian Arsenals ltd (CAL) в Онтаріо почала виготовлення ще одного варіанту FN FAL — в різновиді кулемета С2 з важким стволом і сошкою, зроблених для підтримки вогнем відділень піхоти.
Ударно-спусковий механізм С2 був зроблений як для ведення вогню окремими пострілами, так і для автоматичного вогню, тому прапорець для переведення вогню-запобіжник отримав третє положення для автоматичного вогню.
Варіант С2, як С1, мав вогнегасник й споряджався ножем. У зв'язку з великими надіями, що покладалися на цю зброю, приціл С2 був виготовлений для ведення вогню на відстань до 914 метрів. На відміну від англійської гвинтівки, канадська споряджалась лише трьома видами прикладів: звичайним, коротким та довгим.